# ちば朝ライブ モーニングこんぱす
『ちば朝ライブ・モーニングこんぱす』（ちばあさライブ・モーニングこんぱす）は、千葉テレビ放送（チバテレ）で2021年3月29日から放送の地域情報番組である。7:30 - 7:58に「首都圏トライアングル」加盟局のテレビ埼玉、テレビ神奈川に同時ネットされる（詳細後述）。
本稿では、当初は当番組のコーナーとして放送されていたが、2021年10月4日から2023年3月25日まで独立番組として放送されていた、素人参加型のカラオケ番組である『歌で100チャレ』（うたでひゃくチャレ）→『歌で100万円チャレンジ』（うたでひゃくまんえんチャレンジ）についても説明する。

## 概要
1998年から2011年にかけて放送された『朝まるJUST』（以下、『朝まる』と表記）、2011年から2014年にかけて放送された『ハピはぴ・モーニング〜ハピモ〜』（以下、『ハピモ』と表記）、2014年から2021年にかけて放送されていた『シャキット!』に次ぐ、チバテレの朝の情報番組である。
「視聴者の情報の羅針盤」を目指すとしていて、羅針盤を意味するコンパス（こんぱす）がタイトルに使われている。

## 沿革
- 2021年3月29日：放送開始。
- 2021年8月26日：同年8月20日（金曜）の放送終了後に、金曜メインパーソナリティの橋本良亮（A.B.C-Z）[2]、木・金曜MCの酒井崇之が相次いで新型コロナウイルスへの感染が確認。両名は8月20日の放送を最後に、当面出演自粛（酒井は9月9日、橋本は9月17日より復帰）。一方、同じく木・金曜MCの浅野夏実・金曜気象キャスターの沖なつ芽[注 2]は陰性であることが確認されている。この日からより強い感染症対策として、MCの中から日替わりで1名が、他の出演者とは離れた第2スタジオ[注 3]からの出演となる。なお、第2スタジオからの出演は、2021年10月1日で終了した。
- 2023年6月5日 - 9日：当該週が「チバテレなるべく見てねウィーク」となっていたことに因み、当番組でも毎日特別企画を実施[3]。特に9日（金）は、当時のメインパーソナリティ3名（新浜、昇々、橋本）が番組初となる同日にそろい踏みとなった。

## 『シャキット!』との比較

### 共通点
- 基本的なタイムテーブルは、『シャキット!』とほぼ同様。
- プレゼントコーナーが継続される（タイトルは「朝からプレゼント アサプレ」→「早起きは3チャンがお得!」に変更）。
- 祝日は放送されない（この場合は、穴埋め番組を放送する）。
- 高校野球期間中は、首都圏トライアングル枠（7:30 - 7:58）のみの放送（後に、2023年以降は番組自体の放送がなくなっている）。

### 相違点
- チバテレ本社1階のオープンセットからの放送には変わりないものの、MCは全員常時着席している。常時着席しているのは『朝まる』以来。『ハピモ』や『シャキット!』なら背後に窓が見えると同時に外の景色が見えていたが、当番組では窓がセットで隠されており、窓と外の景色が見えなくなった。
- 占いが、『ハピモ』以来となるタロット占いとなった（『ハピモ』では、開運館E&E監修だった）。
- 天気予報に関しては、以下の相違点がある。
  - 『朝まる』以来続いていた、NAA提供による世界の天気が行われなくなった。あわせて、「NAAインフォメーション」も行われなくなった。
  - 首都圏トライアングル枠の鴨川シーワールドの背景の天気予報を行わなくなった。
- 道路の交通情報が、廃止された[注 4]。
- 視聴者投稿コーナー（シャキット!川柳）が廃止された。

## タイムテーブル
なお、日によって時刻は若干前後する。
前半43分 (CM含む) は千葉テレビのみ放送
| 時刻 | 放送内容                                            | 詳細                                                                         |
| ---- | --------------------------------------------------- | ---------------------------------------------------------------------------- |
| 6:45 | オープニング                                        | 「モーニングこんぱす」のタイトル表示後、チバテレ屋上のお天気カメラが流れる。 |
| 6:46 | オープニングニュース                                |                                                                              |
| 6:48 | 天気・鉄道情報                                      |                                                                              |
| 6:50 | 県内ニュース                                        |                                                                              |
| 6:57 | 早起きは3チャンがお得！                             | ここでは、詳細にプレゼント商品の紹介は行わない。                             |
| 6:58 | スピリストゆうたろうのタロット占い                  |                                                                              |
| 7:01 | 天気                                                |                                                                              |
| 7:04 | チバテレ週間ニュースランキング（月） 特集（火～金） |                                                                              |
| 7:09 | 朝刊早読み                                          | 千葉日報提供。千葉日報休刊日の場合は、前日の記事から取り上げる。             |
| 7:15 | 天気                                                | 千葉の週間予報のみ。                                                         |
| 7:16 | 県内ニュース or COMPASS memo                        | 日によっては、「千葉県Information」や「bayfm Information」が入る。           |
| 7:28 | 中締め                                              |                                                                              |

後半28分 (CM含む) は千葉テレビ・テレビ埼玉・テレビ神奈川3局ネット
| 時刻 | 放送内容                           | 詳細 |
| ---- | ---------------------------------- | --- |
| 7:30 | 首都圏トライアングル同時ネット開始 | トライアングル枠用として「モーニングこんぱす」のタイトルを表示。表示後、チバテレ屋上のお天気カメラが流れる。そして、MCがtvk・テレ玉視聴者向けに再度挨拶する。 |
| 7:31 | オープニングニュース               | |
| 7:33 | 天気                               | |
| 7:36 | 早起きは3チャンがお得!             | |
| 7:38 | 日替わりコーナー                   | |
| 7:44 | 特集 or COMPASS memo               | |
| 7:52 | 天気・鉄道情報                     | |
| 7:55 | スピリストゆうたろうのタロット占い | |
| 7:57 | エンディング                       | ここでオープンスタジオからはお別れとなる。 |
| 7:57 | スタッフロール                     | エンディング曲とともに、スタッフロールが流れる。 |

## 主なコーナー

### 千葉ローカル枠・首都圏トライアングル枠両方のコーナー
- スピリストゆうたろうのタロット占い
スピリスト（占い師）でもあるゆうたろうによる、タロット占い。A,B,Cの3つのカードがあり、それぞれに対して今日の運勢を女性MCから発表される。
- COMPASS memo、シゴトのコンパス
いずれも、新商品や企業からの情報などを伝えるコーナー。
- 特集
千葉県内の話題などを、5分〜10分程度で紹介するコーナー。

### 千葉ローカル枠のコーナー
高校野球期間で28分に短縮（首都圏トライアングル枠のみの放送）の際は、これらのコーナーが首都圏トライアングル枠で放送される場合もある。また、千葉ローカル枠のスポンサーも首都圏トライアングル枠に引き継がれる。この他、チバテレの番組案内（チバテレ ミライチャンネル内の『チバミライチャンネル』、『白黒アンジャッシュ』等）や、チバテレを騙った詐欺に関する注意喚起が随時行われている。
- 県内ニュース
『シャキット!』同様、千葉県内のニュースを放送する。
- チバテレ週刊ニュースランキング（月曜日）
先週1週間の中で、Yahoo!ニュースに掲載されたチバテレニュースのアクセス数をランキング形式で紹介。基本的に、前週金曜日21:30に放送の『newsチバ』で行われているものと同内容。
- 朝刊早読み
千葉日報の新聞記事を紹介するコーナーで、『シャキット!』の「地域Ban」と同様。
- 千葉県Information（不定期）
『朝まる』以来行われている、千葉県内の行政に関する情報。千葉県提供。
- ヒーローインタビュー
2022年4月より開始。千葉県内でスポーツなどで活躍する学生を紹介するコーナー。
- bayfm Information（木曜日）
『朝まる』以来行われている、bayfmの番組に関する情報。
- Beauty partner fromデイバイデイ（奇数月第1金曜日）
『シャキット!』でも行われていた、千葉県内で美容室を展開するデイバイデイによる、お薦めのヘアスタイルを紹介する企画。

### 首都圏トライアングル枠のコーナー
- 早起きは3チャンがお得!
視聴者へのプレゼントコーナー。プレゼントは原則週替わり。『シャキット!』の「朝からプレゼント アサプレ」と同様。
- 戦国アニマルのおうちで朝トレ → おうちで朝トレ（月曜日）
「戦国アニマルのおうちで朝トレ」は、2021年3月29日 - 2022年3月28日に放送。戦国アニマル極楽浄土が、千葉県内のフィットネスクラブ等を訪れ、そこのインストラクターからエクササイズを教わるコーナー。訪れるジムやメンバーは月替わり。『シャキット!』では、毎週月曜に天霧真世による「レッツ!マヨササイズ」を放送していたため、引き続き月曜にエクササイズのコーナーとなっていた。
2022年4月からは、毎回異なる出演者により継続されている。
- ざわつく本棚（主に月曜日・火曜日に不定期）
『シャキット!』では、「シャキット!Bookshelf」として千葉ローカル枠で放送されていた、三省堂書店そごう千葉店おすすめの書籍を紹介するコーナー。
- 千葉県のスポーツチームに関する特集（主に火曜日・木曜日に不定期）
千葉県内を本拠地とするスポーツチームに関する話題が、火曜日を中心に放送される。他の曜日に放送されることもあり、2021年10月以降の木曜は「歌で100チャレ」が不定期放送のため、木曜に放送されることもある。
  - カモメのこんぱす
2021年7月6日より開始した、千葉ロッテマリーンズに関するコーナー。なお、カモメはマリーンズを象徴するものであり、マスコットキャラクターの「マーくん」もカモメがモチーフである。
  - その他、柏レイソル、ジェフユナイテッド市原・千葉、千葉ジェッツふなばし、NECグリーンロケッツ東葛等の話題が不定期で行われる。
- Oh!べんとー。 → Oh!KAZU（水曜日）
「Oh!べんとー。」は、お弁当作りに役立つレシピ情報や、テイクアウトできる弁当などを紹介する企画として、2022年3月まで行われた。2022年4月からは「Oh!KAZU」にタイトル変更し、弁当に限らない料理コーナーとなった。
- ヲドルマヨナカの踊る大調査線（木曜日）
2024年4月より開始した、流行や売れ筋商品を紹介するコーナー。事実上、同年3月まで放送の「パニモンのトレンドワンダーランド」の後継コーナー。ヲドルマヨナカも、これまでの前任者同様「KABUKIMONO'DOGs」に所属している。
- 遊ちば（You Chi-bar） ○○してみた!（2021年4月 - 6月は金曜→不定期）
当番組のレギュラー出演者（金曜以外の曜日レギュラーを含む）が、千葉県内でロケを行う。タイトルのとおり、YouTuber風に動画撮影・演出を行っている。
2021年7月以降、半年近く放送されていなかった。2022年1月11日（2022年最初の放送）で、前述の戦国アニマル極楽浄土が祈願のために笠森観音を訪れた企画がこのタイトルで放送され、半年ぶりの放送となった。

### 終了したコーナー
- 猫ジョッキー（アニメ）（2021年5月、金曜首都圏トライアングル枠）
2021年5月中の金曜日首都圏トライアングル枠に、第1期を全4回放送（朝日放送テレビ（ABC）での本放送からの遅れネット）。なお、第2期が同年11月に同じくABCで放送されるが、こちらは当番組での放送予定はない。
日本中央競馬会（JRA）・DLE制作の競馬アニメ[4]。
- リクはよわくない ゆかいな仲間達（2021年9月14日 - 29日の毎日、首都圏トライアングル枠）
同年10月1日に映画版公開の、『リクはよわくない』のスピンオフアニメ。
- はなわのシャカリキ!プラス（2022年8月19日まで、金曜日に不定期）
『シャキット!』でも行われていた、はなわによる企業訪問コーナー。タイトルにあるように、最後にはなわがオリジナルの社歌（シャカ）を披露する。
2021年6月11日での放送を最後にしばらく放送されていなかったが、同年11月5日におよそ5ヶ月ぶりに再開した。その後も当番組では放送頻度は少なく、年数回程度となっている。しかし、2022年8月19日放送を最後に放送されておらず、事実上終了。
- テンテンの今コレ売れてます!（木曜日）
2022年4月から2023年3月に放送された、点染テンセイ少女。による、流行や売れ筋商品を紹介するコーナー。ちなみに、点染テンセイ少女。は、2022年3月まで月曜の「おうちで朝トレ」を担当していた戦国アニマル極楽浄土と同じ「KABUKIMONO'DOGs」に所属している。
- パニモンのトレンドワンダーランド（木曜日）
2023年4月から2024年3月に放送された、Panic Monstar !n Wondarlandによる、流行や売れ筋商品を紹介するコーナー。事実上、上記「テンテンの今コレ売れてます!」の後継コーナーで、同じく「KABUKIMONO'DOGs」に所属している。

## 放送時間
いずれもJSTである。
- 平日 6:45 - 7:28 7:30 - 7:58
  - テレビ埼玉・テレビ神奈川は、『シャキット!』に引き続き、後半28分のみ（7:30 - 7:58）の放送。
  - 『シャキット!』同様、祝日は休止。
  - 高校野球期間（概ね7月中旬 - 下旬）は、年によって対応が異なる。
    - 2021年・2022年は、『シャキット!』同様に7:30 - 7:58の28分間のみ放送で、テレビ埼玉にはネットしない（『高校野球ダイジェスト（テレビ埼玉制作）』前日分再放送のため）。なお、2021年については、2020年東京オリンピックの都合上千葉大会が6月30日からと早めの開幕となるため、テレビ埼玉でも7月9日までは通常通りネットしていた。
    - 2023年以降は、MCの桑原・尾﨑がそれぞれ高校野球関連番組に関わるため、以下のとおり変更となる（桑原は『高校野球ダイジェスト（千葉テレビ放送制作）』MC及び中継実況のため、尾﨑はダイジェスト内の各試合ナレーション及び中継実況のため）。高校野球期間のうち前半（概ね7月中旬まで）は番組自体が休止となる[5]。当該日は、『日本ふるさと百景』や『猫のもふもふ日記』等で穴埋めされる。後半は2022年までと同様に7:30 - 7:58までの短縮放送で、テレビ埼玉にはネットしない。

## 出演者一覧
2021年3月9日の最初のプレスリリース段階では、月・金曜のメインパーソナリティ（当時は「ゲストMC」と紹介）について具体的な名前は伏せられていたが、その後の報道や、同年3月15日のプレスリリースで発表された。
名前の横に「◎」がついている出演者は、千葉県出身者。

### MC
- 月曜日
  - 新浜レオン ◎（月曜メインパーソナリティ、2021年3月29日 - ）[7]
月曜日が祝日で番組自体が休止となることが多く、出演頻度が減るため、自身の曲の発売日や配信日など他の曜日に出演することも多々ある。
  - 桑原秀和 ◎（2023年4月3日 - ）
前任の田中同様、ボイスワークス所属。フリー転身後の2022年7月から、チバテレのスポーツ関連番組（『高校野球ダイジェスト』や、各種実況）を中心に出演している。
2023年7月の『高校野球ダイジェスト』出演期間中は、後述する尾﨑が代役を務めた。
  - チバテレアナウンサー1名
    - 駒井亜由美 ◎ (2021年4月14日 - )
    - 岸波香桜 ◎ (2024年4月22日 - )
    - 木村仁美 ◎ (2025年4月14日 - )

チバテレアナウンサーは、1人ずつの出演。毎週月曜の「チバテレ週間ニュースランキング」のナレーションも担当。泉水の産休・育休に伴い、2021年6月23日以降は竹内・駒井が隔週出演。竹内・駒井以外のアナウンサーは当番組には出演していなかった。2022年5月11日放送で泉水が復帰し、再度駒井・泉水の2名が隔週出演となった。
2021年7月21日放送では駒井、同年10月20日放送では竹内が出演予定だったが、いずれも体調不良のため欠席。気象キャスターの坂井がMCを代行した。
2022年3月20日放送を最後に、竹内の出演終了（同週にてチバテレアナウンサーも退職、フリー転身）。フリー転身後も、同年8月17日放送に出演予定だった駒井が新型コロナウイルス感染確認に伴い代役出演した。
2023年4月5日からは、田中の降板に伴いチバテレアナウンサーが隔週で、春風亭昇々と2人でのMCとなる。あわせて、2023年度の水曜に出演する4人全員（春風亭昇々、駒井亜由美、泉水はる佳、吉川七瀬）が千葉県出身者で統一されることになる。
2024年4月1日からは、チバテレアナウンサー枠は月・火曜に変更となる。あわせて泉水が同年3月でチバテレ退職→フリーとなるが、フリー転身後も木・金曜MCとして継続出演する。

- 火曜日
  - 桑原秀和 ◎
  - チバテレアナウンサー1名

- 水曜日
  - 春風亭昇々 ◎（水曜メインパーソナリティ、2022年4月6日 - ）[8]
  - 坪北奈津美（2024年4月3日 - ）[9]
当番組出演直前の2024年3月まで東日本放送アナウンサー。4月よりジョイスタッフ所属のフリーアナウンサー。

- 木曜日
  - 副島淳（木曜メインパーソナリティ、2025年4月3日 - ）
東京都出身であるが、浦安市内の中学校、桑原と同じく柏市立柏高等学校、当時八千代市に所在した東京成徳大学卒業と、千葉県所縁者である。
  - 泉水はる佳 ◎ (チバテレアナウンサーとしては2021年4月7日 - 6月16日・2022年5月11日 - 2024年3月27日、フリーとしては2024年4月4日 - ）
ニチエンプロダクション所属のフリーアナウンサー。2024年3月27日まではチバテレアナウンサーとして隔週出演。2024年4月よりフリーの立場で木・金曜MCとなる。

- 金曜日
  - 橋本良亮（A.B.C-Z） ◎ (金曜メインパーソナリティ、2021年4月2日 - 2024年6月14日・2024年8月16日 - ) 
2021年8月26日 - 9月10日は、新型コロナウイルス感染確認に伴い出演休止[2]。
2022年8月12日は、当初予定ではA.B.C-Zコンサートツアーが行われる熊本県にチバテレのスタッフを派遣し、中継で出演する予定だったが、新型コロナウイルス感染確認に伴い番組出演自体が休止となった[10]。翌週8月19日も出演休止。
2024年6月14日出演を最後に、体調不良のため当面出演休止。後述する五関が代役出演していた[11]。その後、同年8月16日放送から復帰した[12]。
  - 前原竜二 (2025年4月4日 - ）
当番組出演直前の2025年3月まで鹿児島テレビ放送アナウンサー。当番組MC就任の同年4月より、泉水と同じくニチエンプロダクション所属のフリーアナウンサー。福岡県出身であるが、親族が船橋市出身ということで、前任の尾﨑同様に千葉県との関わりは持っている。
  - 泉水はる佳 ◎

### 歴代MC
太字は、メインパーソナリティ。
| 期間                          | 月曜日                                      | 火曜日                           | 水曜日                                      | 木曜日              | 金曜日                       |
| ----------------------------- | ------------------------------------------- | -------------------------------- | ------------------------------------------- | ------------------- | ---------------------------- |
| 2021年3月29日 - 2022年4月1日  | 新浜レオン 田中大貴 門池舞                  | 田中大貴 門池舞                  | 田中大貴 チバテレアナウンサー1名            | 酒井崇之 浅野夏実   | 橋本良亮 酒井崇之 浅野夏実   |
| 2022年4月4日 - 2023年3月31日  | 新浜レオン 田中大貴 浅野夏実                | 田中大貴 浅野夏実                | 春風亭昇々 田中大貴 チバテレアナウンサー1名 | 酒井崇之 門池舞     | 橋本良亮 酒井崇之 門池舞     |
| 2023年4月3日 - 4月7日         | 新浜レオン 桑原秀和 浅野夏美                | 桑原秀和 浅野夏美                | 春風亭昇々 チバテレアナウンサー1名          | 酒井崇之 門池舞     | 橋本良亮 酒井崇之 門池舞     |
| 2023年4月10日 - 5月2日        | 新浜レオン 桑原秀和 浅野夏美                | 桑原秀和 浅野夏美                | 春風亭昇々 チバテレアナウンサー1名          | 桑原秀和 門池舞     | 橋本良亮 浅野夏美 門池舞     |
| 2023年5月8日 - 2024年3月29日  | 新浜レオン 桑原秀和 浅野夏美                | 桑原秀和 浅野夏美                | 春風亭昇々 チバテレアナウンサー1名          | 尾﨑大晟 門池舞     | 橋本良亮 尾﨑大晟 門池舞     |
| 2024年4月1日 - 6月14日        | 新浜レオン 桑原秀和 チバテレアナウンサー1名 | 桑原秀和 チバテレアナウンサー1名 | 春風亭昇々 坪北奈津美                       | 尾﨑大晟 泉水はる佳 | 橋本良亮 尾﨑大晟 泉水はる佳 |
| 2024年6月17日 - 8月9日        | 新浜レオン 桑原秀和 チバテレアナウンサー1名 | 桑原秀和 チバテレアナウンサー1名 | 春風亭昇々 坪北奈津美                       | 尾﨑大晟 泉水はる佳 | 五関晃一 尾﨑大晟 泉水はる佳 |
| 2024年8月13日 - 2025年3月28日 | 新浜レオン 桑原秀和 チバテレアナウンサー1名 | 桑原秀和 チバテレアナウンサー1名 | 春風亭昇々 坪北奈津美                       | 尾﨑大晟 泉水はる佳 | 橋本良亮 尾﨑大晟 泉水はる佳 |
| 2025年3月31日 -               | 新浜レオン 桑原秀和 チバテレアナウンサー1名 | 桑原秀和 チバテレアナウンサー1名 | 春風亭昇々 坪北奈津美                       | 副島淳 泉水はる佳   | 橋本良亮 前原竜二 泉水はる佳 |

### 気象キャスター
高校野球期間の7月で、30分間の短縮放送の場合には、出演しない。
- 月曜日・火曜日：篠原望 ◎（2023年4月3日 - ）
- 水曜日〜金曜日：吉川七瀬（元AKB48チーム8 千葉県代表 → セント・フォース所属タレント[13]）◎（2022年4月6日 - ）[14]
2024年3月までは水曜担当。2024年4月より木曜も担当。2025年4月より金曜も担当。
かつて、同局の『AKB48チーム8のKANTO白書 バッチこーい!』のMCを務めていた。

### 歴代気象キャスター
| 期間                         | 月曜日・火曜日      | 水曜日     | 木曜日              | 金曜日              |
| ---------------------------- | ------------------- | ---------- | ------------------- | ------------------- |
| 2021年3月29日 - 2022年4月1日 | 西咲エナ 西咲カリナ | 坂井美萌々 | 坂井美萌々          | 沖なつ芽            |
| 2022年4月4日 - 2023年3月31日 | 坂井美萌々          | 吉川七瀬   | 西咲エナ 西咲カリナ | 西咲エナ 西咲カリナ |
| 2023年4月3日 - 2024年3月29日 | 篠原望              | 吉川七瀬   | 河本景              | 結城陽葵            |
| 2024年4月1日 - 2025年3月28日 | 篠原望              | 吉川七瀬   | 吉川七瀬            | 山口清香            |
| 2025年3月31日 -              | 篠原望              | 吉川七瀬   | 吉川七瀬            | 吉川七瀬            |

### コーナー担当
- ゆうたろう ◎ - 毎日の「ゆうたろうのタロット占い」担当
- ヲドルマヨナカ - 毎週木曜の「ヲドルマヨナカの踊る大調査線」担当（2024年4月4日 - ）

### 過去の出演者
- 竹内里奈 (水曜MC、当時チバテレアナウンサー、2021年3月31日 - 2022年3月23日。フリー転身後の2022年8月17日も出演。)
- 沖なつ芽 (金曜気象キャスター、2021年4月2日 - 2022年3月25日）
舞台出演のため欠席することがあり、この場合は後述の坂井が代理で担当していた。
- 戦国アニマル極楽浄土（毎週月曜の「戦国アニマルのおうちで朝トレ」担当、2021年3月29日 - 2022年3月28日）
- はなわ ◎・小坂井祐莉絵（金曜の「はなわのシャカリキ!プラス」担当、2022年8月19日まで）
- 坂井美萌々（気象キャスター、2021年3月31日 - 2023年3月28日。2021年度は水曜と木曜、2022年度は月曜と火曜を担当。）
- 田中大貴（月曜〜水曜MC、2021年3月29日 - 2023年3月29日）
- 西咲エナ・西咲カリナ姉妹（気象キャスター、2021年3月29日 - 2023年3月31日。2021年度は月曜と火曜、2022年度は木曜と金曜を担当。）
- 点染テンセイ少女。（毎週木曜の「テンテンの今コレ売れてます！」担当、2022年4月7日 - 2023年3月30日）
- 浅野夏実 （2022年3月まで木・金曜MC、2022年4月より月・火MC、2021年4月1日 - 2024年3月26日）
- Panic Monstar !n Wondarland（毎週木曜の「パニモンのトレンドワンダーランド」担当、2023年4月6日 - 2024年3月28日）
- 河本景 ◎（木曜気象キャスター、2023年4月6日 - 2024年3月28日）
- 結城陽葵 ◎（金曜気象キャスター、2023年4月7日 - 2024年3月29日）
- 門池舞（2022年3月まで月・火曜MC、2022年4月より木・金MC、2021年3月29日 - 2024年3月29日）
- 酒井崇之 (木・金曜MC、2021年4月1日 - 2023年4月7日 ※番組降板は2024年3月29日付) 
番組開始当初から2021年8月20日放送まで、字幕テロップが「酒井祟之」と誤って表示されていたことが、この日の放送で発表された。
2021年8月26日 - 9月3日は新型コロナウイルス感染確認のため、2022年2月24・25日は足の骨折のため、それぞれ出演休止。いずれも、月 - 水MCの田中が代役を務めた。
2023年4月9日に、外出先で体調を崩し病院へ搬送された[15]。そのため、同年4月13日放送にて当面の間出演を見合わせ、木・金曜は週替わりの代役MCを立てることを発表した。4月中は木曜に桑原、金曜に浅野が代役出演した。特に4月14日は当時月・火曜MCの浅野が代役出演し、番組開始当初からの（チバテレアナウンサーを除く）女性MCである浅野・門池が、番組開始3年目にして初めての共演となった。その後5月11日からは、尾﨑が代役として出演。しかしその後、療養からの復帰叶わず、2024年3月29日付で正式に降板となった[16]。
- 五関晃一（A.B.C-Z）  (金曜メインパーソナリティ ※橋本の代役、2023年2月10日・17日、2024年6月21日 - 8月9日)
橋本の出演休止期間の代役。
2023年2月10日・17日は、舞台『逃げろ!』出演のため代役出演した[17]。2024年6月21日から8月9日は、前述の橋本の療養に伴い代役出演。
- 関根苑子 (月・火曜MC、当時チバテレアナウンサー、2024年4月15日 - 2025年3月18日)

## ネット局
- ネット局では時刻表示を行っているが、番組送出ではなく各局別の送出となっている。

| 放送対象地域 | 放送局                      | 系列                            | 放送曜日・時間               | 備考                                                                               |
| ------------ | --------------------------- | ------------------------------- | ---------------------------- | ---------------------------------------------------------------------------------- |
| 千葉県       | 千葉テレビ（チバテレ、CTC） | 独立協 （首都圏トライアングル） | 平日 6:45 - 7:28 7:30 - 7:58 | 制作局 2021年5月から6:45 - 7:28はチバテレ ミライチャンネルでは放送されなくなった。 |
| 神奈川県     | テレビ神奈川（tvk）         | 独立協 （首都圏トライアングル） | 平日 7:30 - 7:58             |                                                                                    |
| 埼玉県       | テレビ埼玉（テレ玉、TVS）   | 独立協 （首都圏トライアングル） | 平日 7:30 - 7:58             |                                                                                    |

## 歌で100万円チャレンジ

### 概要
前述のとおり、当初は『ちば朝ライブ モーニングこんぱす』（以下、『こんぱす』と略す）の木曜コーナー（当初の仮称は「うたスキGP」）として行われていたが、2021年10月より月曜深夜帯の単独番組となった。いずれも、新昭和の一社提供コーナー・番組。それ以前から、同じく月曜深夜帯で2021年4月より月1回程度不定期に、『こんぱす』内で放送された内容の総集編を放送していた。単独番組はいずれもチバテレのみの放送で、『こんぱす』のネット局であるtvk・テレ玉では放送されない。
歌唱動画を投稿し、それを3人の審査員が審査する。番組内ではその審査の模様を放送する。応募があった動画を3人が個々に審査し、それぞれの審査員個人の判断で、本戦に進めたいと思った候補について「KEEP」を行い、KEEPされた中から更に10人まで絞り込む。3人満場一致である必要はなく、2人の審査員が落選と判断しても、1人が「KEEP」と判断すれば10人の選考に残る。次に、3人が集まって「KEEP」にした出場者の中から一定期間内までに上位10人を選出し、選出された人は本戦（FINAL STAGE）出場となる。最後に10人を音楽スタジオなどに集めて本戦を行い、優勝すると賞金100万円がもらえる。なお、歌唱は個人単位のみ受け付けており、デュエットやグループなどでの複数人の参加は認められていない。
南関東ローカル（単独番組化以降は実質千葉ローカル）の番組であるが、応募が動画投稿形式であるため、当番組をネットしない中京圏・関西など全国から応募がある。また、チバテレには同じくカラオケ番組の『カラオケ大賞』があるが、『カラオケ大賞』が中高年層の参加・演歌や歌謡曲中心であるのに対し、当コーナーでは逆に演歌での応募が少ない（主にJ-POP）。
2021年9月30日放送（1stシーズン本戦出場の10名が決定した段階）で、『こんぱす』内での毎週木曜での放送は終了。1stシーズン本戦（2021年9月5日に実施）については、当番組とは別に特別番組として、チバテレで2021年11月13日に放送した（このコーナーをネットしているテレビ埼玉・テレビ神奈川では、遅れネットの予定なし。）。なお、9月5日当日は酒井が前述のとおり新型コロナ療養中のため欠席。MCは浅野1名で行い、ゲストとして月曜パーソナリティの新浜レオンが出演した（2ndシーズンの本戦も、浅野・新浜が担当した）。
2022年4月からのシーズン3より、タイトルを「歌で100チャレ」から「歌で100万円チャレンジ」に変更した。2023年3月まで放送されたシーズン4の本戦が放送された同年3月25日放送にて、シーズン4で番組自体を終了することを発表した。なお、新昭和の一社提供枠および栗田が出演する事実上の後継番組として、2023年4月6日（木曜）21時から、演歌・歌謡曲を中心とした『トークと歌とものまね酒場 トゥーモ』が放送開始した。

### 各シーズン日程
| シーズン | 動画受付期間                  | 本戦開催日    | 本戦放送日     |
| -------- | ----------------------------- | ------------- | -------------- |
| 1        | 2021年3月31日 - 7月31日       | 2021年9月5日  | 2021年11月13日 |
| 2        | 2021年10月1日 - 2022年1月31日 | 2022年3月13日 | 2022年3月31日  |
| 3        | 2022年4月1日 - 2022年6月30日  | 2022年8月28日 | 2022年9月24日  |
| 4        | 2022年8月1日 - 2022年10月31日 | 2023年3月12日 | 2023年3月25日  |

### 出演者

#### 審査員
- 栗田貫一
チバテレの音楽番組への出演は、2020年9月に終了した『ザ・カラオケトライアル』でMCを務めて以来半年ぶりとなる。
- 美樹克彦
- 為岡そのみ

#### ナレーション
- 酒井崇之（シーズン1,2）
- 浅野夏実（シーズン1,2）
- 大鋸友紀（チバテレアナウンサー）（シーズン3,4）

#### 本戦MC
- 新浜レオン（シーズン1,2は本戦ゲストとして、シーズン3,4はMCとして出演）
- 浅野夏実（シーズン1,2）
- 大鋸友紀（チバテレアナウンサー）（シーズン3,4）